# Nadie nace en un cuerpo equivocado
Nadie nace en un cuerpo equivocado. Éxito y miseria de la identidad de género es un ensayo de los psicólogos José Errasti y Marino Pérez Álvarez, ambos profesores de la Universidad de Oviedo, con el prólogo de la filósofa feminista Amelia Valcárcel. Fue publicado por Ediciones Deusto de la Editorial Planeta el 2 de febrero de 2022.

## Temática
En el libro, los autores se oponen a la teoría queer e inciden sobre todo en la cuestión de la identidad de género en cuanto al colectivo trans. Afirman que se trata de un análisis riguroso que «invita a pensar y a desafiar el lenguaje triunfante de la teoría queer» porque «el nuevo transactivismo está destruyendo los logros alcanzados, que recae en concepciones retrógradas y genera problemas donde no había.»
El libro cuestiona la idea de que podemos nacer en un  cuerpo equivocado como quien habita un domicilio equivocado, que el sexo se asignaría arbitrariamente al nacer o se podría autodeterminar, que el “yo” es libre de toda restricción biológica y puede decidir el propio sexo. Los autores sostienen que el sexo no se asigna sino que se reconoce al nacer, que no es una vivencia personal e interna del yo ni una construcción social performativa ya que el sexo biológico no está superditado al género social. 

## Recepción
La obra ha estado sujeta a críticas que han desembocado en el boicot a varias presentaciones del libro.
La primera presentación frustrada debía ser el 7 de abril de 2022 en la Facultad de Psicología de la Universidad de las Islas Baleares, en Mallorca. Así pues, las protestas forzaron la suspensión del acto, que las organizaciones LGBTI Ben Amics y La Llave del Armario denunciaron como transfóbico. En cambio, en relación con estos hechos, el Lobby de Dones defendió públicamente la libre expresión y manifestó la preocupación que los generaban.
El 16 de mayo de 2022, durante la víspera del Día Internacional contra la Homofobia, la Transfobia y la Bifobia, había programada otra en la Casa del Libro de Barcelona. Los colectivos Crida LGBTI y Sororitrans, que también lo consideraban transfóbico, concertaron una protesta ante la librería a la vez. Los organizadores habrían recibido amenazas previas, asegurando que les quemarían la librería.  Pocos minutos después de iniciarse el acto tuvo que suspenderse también.  El grupo de antidisturbios de los Mozos de Escuadra evitó que entraran por la fuerza al interior de la librería usando porras.  Se contabilizaron al menos cuatro heridos como resultado de la operación.